# Division 2 i fotboll för herrar
Division 2 i fotboll är sedan 2006 den fjärde högsta nivå i fotboll i Sverige för herrar. Den var Sveriges tredje högsta serie innan Division I, numera Ettan, bildades 2006. 
Serien består från och med säsongen 1993 av sex serier. Sedan 2014 har serien spelats med 14 lag per serie, med undantaget 2021 då covid-19-pandemin medförde att kvalspelet 2020 inte kunde färdigspelas.
De sex seriesegrarna blir direktkvalificerade till nästkommande säsong av Ettan. Lag 2 i varje serie spelar kval till Ettan. Lag 13–14 blir direkt nedflyttade till Division 3, och lag 12 spelar kval för fortsatt spel i Division 2.

## Lag 2025
| - Bergnäsets AIK - Bodens BK - Boden City - Friska Viljor - Gottne IF - IFK Luleå - IFK Östersund - Kiruna FF - Kubikenborgs IF - Lucksta IF - Piteå IF - Skellefteå FF - Täfteå IK - Umeå FC Akademi | - Bollstanäs SK - Falu BS - FC Gute - FC Järfälla - IK Franke - Korsnäs IF - Kungsängens IF - Nacka FC - Skiljebo SK - Sunnersta AIF - Täby FK - Viggbyholms IK - Ytterhogdals IK - Österåker United |

| - Arameisk-Syrianska IF - BK Forward - Enskede IK - FoC Farsta - Huddinge IF - IF Eker - IF Sylvia - IK Sleipner - Nyköpings BIS - Rågsveds IF - Smedby AIS - Syrianska Eskilstuna IF - Syrianska FC - Åtvidabergs FF | - Ahlafors IF - FBK Karlstad - Grebbestads IF - Herrestads AIF - IFK Kumla - IF Haga - IK Kongahälla - IK Tord - Lidköpings FK - Motala AIF - Skara FC - Tidaholms GoIF - Vänersborgs FK - Vänersborgs IF |

| - Bergdalens IK - BK Astrio - Hestrafors IF - IF Böljan - Jonsereds IF - Laholms FK - Landvetter IS - Lindome GIF - Onsala BK - Qviding FIF - Tvååkers IF - Varbergs GIF - Västra Frölunda IF - Åstorps FF | - FBK Balkan - FK Karlskrona - Högaborgs BK - IFK Hässleholm - IFK Karlshamn - IFK Trelleborg - Kristianstad FC - Linero IF - Nosaby IF - Räppe GoIF - Sölvesborgs GIF - Torns IF - Växjö Norra IF - Österlen FF |

## Historia
Serien bildades inför säsongen 1987. Den bestod då av fyra serier med 14 lag i vardera serie. Lagen kvalificerade sig för spel genom att bli degraderade från tidigare Division II eller kvalificera sig från Division III enligt följande:
- De tre sista lagen, lag 12–14, i vardera av de två Division II-serierna degraderades till denna division.
- De tolv seriesegrarna i Division III kvalspelade parvis om de sex platserna i nästkommande säsongs Division 1. Förlorande lag i detta kval kvalificerades för denna division.
- Lag placerade på plats 2–4 i vardera av de tolv Division III-serierna blev direkt kvalificerade för denna division.
- Lag placerade på plats 5 i vardera Division III-serie kvalspelade i fyra stycken trelags-grupper om de resterande åtta platserna.

Flera klubbar har utmärkt sig genom återkommande framgångar i Division 2. Bodens BK är en av de mest framgångsrika klubbarna i modern tid med fyra seriesegrar (2002, 2009, 2018, 2022). Klubben är unik i att ha vunnit Division 2 Norrland fyra gånger under en 20-årsperiod, och kvalificerade sig för uppflyttning genom kval 2002.

### 1987–1990 – De första åren
De fyra första säsongerna spelades divisionen i fyra grupper med 14 lag vardera. Seriesegrarna blev direktkvalificerade till Division 1. De tre lag i vardera serie som placerade sig på plats 12–14 blev nedflyttade till Division 3, och ersatta med de tolv seriesegrarna där.
Den stora serieomläggningen inför 1991 innebar att sex lag gick upp från Division 2 till Division 1. Därför kvalspelade lag 2 i vardera serie parvis om de två extra platserna. Antalet lag i Division 2 skulle också utökas från fyra grupper med 14 lag, totalt 56 lag, till åtta grupper med 8 lag, totalt 64. Sammanlagt skulle alltså tio fler lag komma upp från Division 3 än antalet som degraderades. De tre sist placerade lagen i respektive serie blev nedflyttade, och 22 lag blev efter säsongen uppflyttade från Division 3.

#### Vinnare och lag kvalificerade för Division 1
| Säsong                                                                           | Norra                       | Mellersta                  | Västra                    | Östra                      |
| -------------------------------------------------------------------------------- | --------------------------- | -------------------------- | ------------------------- | -------------------------- |
| 1987                                                                             | IFK Holmsund                | Väsby IK                   | Falkenbergs FF            | Markaryds IF               |
| 1988                                                                             | Kiruna FF                   | Motala AIF                 | Jonsereds IF              | Kalmar FF                  |
| Omläggning av gruppindelningen inför säsongen 1989.                              |                             |                            |                           |                            |
| Säsong                                                                           | Norra                       | Östra                      | Västra                    | Södra                      |
| 1989                                                                             | Spårvågens GoIF             | Tyresö FF                  | Gunnilse IS               | Helsingborgs IF            |
| Inför serieomläggningen till 1991 fick lag 2 kvalspela om en plats i Division 1. |                             |                            |                           |                            |
| Säsong                                                                           | Norra                       | Östra                      | Västra                    | Södra                      |
| 1990                                                                             | IFK Sundsvall IK Sirius (U) | Mjölby AI Enköpings SK (U) | Degerfors IF · Skövde AIK | Myresjö IF · Varbergs BoIS |

(U) = Lag placerade på andra plats i serien 1990 som kvalificerade sig för spel i Division 1.
 = Lag placerade på andra plats i serien 1990 som förlorade kval till Division 1.

### 1991–1992 – Vår- och höstserier
Säsongerna 1991 och 1992 delades upp på vår- och höstserier. 

#### 1991
Vårserierna 1991 bestod av åtta serier med åtta lag i varje serie. Samtliga seriers vinnare gick till en division under hösten som hette Höstettan, och bestod av fyra serier med åtta lag, varav två kom från Division 2 och övriga från Division 1. De sex bäst placerade lagen i dessa serier blev kvalificerade till Division 1 1992.
Lag placerade på andra plats i vårserierna gick till en division kallad Kvalettan, som bestod av två grupper med sex lag i varje. Förutom de åtta lagen som hade kommit tvåa i Division II deltog även de fyra lag som hade kommit sist i vårserierna i Division 1. Vinnarna i dessa två serier blev kvalificerade för spel i Division 1 året efter, lag 2 fick kvalspela för spel i Division 1. Övriga lag gick till Division 2.
De övriga sex lagen från varje serie gick till en division kallad Hösttvåan. Den bestod av sex serier med åtta lag i varje. Vinnarna fick kvalspela om en plats i Division 1. De två sista lagen, på plats 7–8, blev nedflyttade till Division 3. Övriga lag spelade vidare i Division 2.
| Vårserie           | Vinnare & tvåa  | Höstserie (plac.)        |
| ------------------ | --------------- | ------------------------ |
| Norra Norrland     | Umeå FC         | Höstettan Norra (7)      |
| Norra Norrland     | Skellefteå AIK  | Kvalettan Norra (6)      |
| Södra Norrland     | Sandvikens IF   | Höstettan Norra (8)      |
| Södra Norrland     | Hudiksvalls ABK | Kvalettan Norra (2)      |
| Östra Svealand     | Spånga IS       | Höstettan Norra (6) (U)  |
| Östra Svealand     | Södertälje FF   | Kvalettan Norra (5)      |
| Mellersta Svealand | IK Sleipner     | Höstettan Östra (7)      |
| Mellersta Svealand | KB Karlskoga    | Kvalettan Norra (4)      |
| Östra Götaland     | Karlskrona AIF  | Höstettan Södra (4) (U)  |
| Östra Götaland     | Norrby IF       | Kvalettan Södra (5)      |
| Mellersta Götaland | Skövde AIK      | Höstettan Västra (4) (U) |
| Mellersta Götaland | IFK Uddevalla   | Kvalettan Södra (2)      |
| Västra Götaland    | Falkenbergs FF  | Höstettan Södra (8)      |
| Västra Götaland    | Åsa IF          | Kvalettan Södra (4)      |
| Södra Götaland     | Mjällby AIF     | Höstettan Södra (5) (U)  |
| Södra Götaland     | IFK Hässleholm  | Kvalettan Södra (1) (U)  |

(U) = Kvalificerad för spel i Division 1
 = Förlorat kval till Division 1
Uppgångar genom att vinna Hösttvåan och därefter vinna påföljande kvalIF Leikin, Tidaholms GIF

#### 1992
Seriesystemet 1992 var det samma som 1991, med vår- och höstserier enligt samma principer. Seriesystemet skulle återgå till raka serier, för Division 2:s del sex tolvlagsserier, men detta påverkade upp- och nedgångar. Kvalificering för högre serie, och för att spela vidare i Division 2, skedde genom samma regelverk som 1991.
Det skall noteras att Örgryte IS lyckades kvalificera sig till Allsvenskan, och alltså gick upp två divisioner! Detta genom att vinna sin vårserie, därefter vinna Höstettan, och slutligen vinna det efterföljande kvalet till Allsvenskan.
| Vårserie           | Vinnare & tvåa    | Höstserie (plac.)           |
| ------------------ | ----------------- | --------------------------- |
| Norra Norrland     | Umeå FC           | Höstettan Norra (4) (U)     |
| Norra Norrland     | Skellefteå AIK    | Kvalettan Norra (6)         |
| Södra Norrland     | Gimo IF           | Höstettan Norra (7)         |
| Södra Norrland     | IFK Östersund     | Kvalettan Norra (5)         |
| Östra Svealand     | IF Brommapojkarna | Höstettan Östra (3) (U)     |
| Östra Svealand     | Assyriska FF      | Kvalettan Norra (1) (U)     |
| Mellersta Svealand | Hertzöga BK       | Höstettan Östra (8)         |
| Mellersta Svealand | Västerås SK       | Kvalettan Norra (3)         |
| Östra Götaland     | IK Sleipner       | Höstettan Västra (8)        |
| Östra Götaland     | Nybro IF          | Kvalettan Södra (6)         |
| Mellersta Götaland | Örgryte IS        | Höstettan Västra (1) (U)(U) |
| Mellersta Götaland | IFK Uddevalla     | Kvalettan Södra (2) (U)     |
| Västra Götaland    | Jonsereds IF      | Höstettan Västra (5) (U)    |
| Västra Götaland    | Norrby IF         | Kvalettan Södra (5)         |
| Södra Götaland     | Markaryds IF      | Höstettan Södra (7)         |
| Södra Götaland     | Lunds BK          | Kvalettan Södra (1) (U)     |

(U) = Kvalificerad för spel i Division 1
(U)(U) = Kvalificerad för spel i Allsvenskan
Uppgångar genom att vinna Hösttvåan och därefter vinna påföljande kvalOpe IF

### 1993–2004 – Återgång till raka serier
Säsongen 1993 återgick seriesystemet till raka serier, och Division 2 delades in i sex serier à 12 lag. Seriesegrarna gick upp i Division 1, och lag 2 i varje serie fick kvalspela mot varandra och lagen placerade på 12 plats i Division 1 om två platser i Division 1. De två sista lagen, lag 11–12, blev direkt nedflyttade till Division 3. Lag 10 fick kvalspela om fortsatt spel i Division 2.
Denna indelning har i stort sett varit likadan sedan dess. Det har dock hänt saker i divisionerna ovanför, vilket har påverkat divisionen. 2000 bildades Superettan, vilket medförde att segrarna i Division 2 fick kvalspela parvis för att kvalificera sig till ovanförliggande division. Detta löstes 2006 då en ny Division 1 skapades mellan denna division och Superettan, med två serier. Seriesegrarna blev återigen direktkvalificerade till ovanförliggande division, men samtidigt blev divisionen fjärde högsta nivå i det svenska seriesystemet.
Säsongen 1999 var ett övergångsår inför starten av Superettan 2000. 2×14 lag skulle bli 1×16 på nivån ovanför Division 2. Konsekvensen blev att fyra lag blev nedflyttade detta år, samt att seriesegrarna fick kvalspela om två platser i Superettan.

#### Vinnare och lag kvalificerade för Division 1 före 1999
Tabellen listar seriens vinnare, samt eventuella andra lag som har kvalificerat sig för spel i högre division.
| Säsong | Norrland             | Östra Svealand    | Västra Svealand               | Östra Götaland                | Västra Götaland                   | Södra Götaland                | Kommentar                                                            |
| ------ | -------------------- | ----------------- | ----------------------------- | ----------------------------- | --------------------------------- | ----------------------------- | -------------------------------------------------------------------- |
| 1993   | Kiruna FF            | Visby IF Gute     | Västerås SK                   | IK Sleipner                   | Ljungskile SK Stenungsunds IF (U) | Karlskrona AIF                | Uppflyttning till Div. 1 Tvåor som kvalar upp markeras med (U)       |
| 1994   | Lira BK              | Väsby IK          | Assyriska FF                  | Myresjö IF                    | Skövde AIK Norrby IF (U)          | Falkenbergs FF                | Uppflyttning till Div. 1 Tvåor som kvalar upp markeras med (U)       |
| 1995   | Gimonäs CK           | Spårvägens FF     | Hertzöga BK                   | Åtvidabergs FF Motala AIF (U) | Lundby IF                         | Mjällby AIF                   | Uppflyttning till Div. 1 Tvåor som kvalar upp markeras med (U)       |
| 1996   | Lira Luleå BK        | Nacka FF          | Assyriska FF Enköpings SK (U) | Myresjö IF                    | Norrby IF                         | IFK Malmö                     | Uppflyttning till Div. 1 Tvåor som kvalar upp markeras med (U)       |
| 1997   | Piteå IF             | IK Sirius         | Ludvika FK IF Sylvia (U)      | Kalmar FF                     | Lundby IF                         | Landskrona BoIS IS Halmia (U) | Uppflyttning till Div. 1 Tvåor som kvalar upp markeras med (U)       |
| 1998   | Lira Luleå BK        | IF Brommapojkarna | Enköpings SK                  | Husqvarna FF                  | Gais IK Kongahälla (U)            | Kristianstads FF              | Uppflyttning till Div. 1 Tvåor som kvalar upp markeras med (U)       |
| 1999   | Östersunds FK        | Väsby IK          | FC Café Opera-Djursholm (U)   | Ljungby IF                    | Norrby IF                         | Lunds BK                      | Uppflyttning till Superettan. Kvalificerade vinnare markeras med (U) |
| 2000   | Gefle IF (U)         | BK Forward        | IF Brommapojkarna             | Motala AIF (U)                | Torslanda IK                      | IFK Malmö (U)                 | Uppflyttning till Superettan. Kvalificerade vinnare markeras med (U) |
| 2001   | IFK Luleå            | Syrianska FC      | IF Brommapojkarna (U)         | Åtvidabergs FF (U)            | Panos Ljungskile SK               | Ängelholms FF (U)             | Uppflyttning till Superettan. Kvalificerade vinnare markeras med (U) |
| 2002   | Bodens BK (U)        | BK Forward (U)    | Väsby IK                      | Husqvarna FF                  | FC Trollhättan                    | Falkenbergs FF (U)            | Uppflyttning till Superettan. Kvalificerade vinnare markeras med (U) |
| 2003   | Friska Viljor FC (U) | Väsby IK          | IK Brage (U)                  | Jönköpings Södra IF           | Gais (U)                          | Mjällby AIF                   | Uppflyttning till Superettan. Kvalificerade vinnare markeras med (U) |
| 2004   | Umeå FC              | Degerfors IF (U)  | Väsby IK                      | Husqvarna FF                  | Ljungskile SK (U)                 | Mjällby AIF (U)               | Uppflyttning till Superettan. Kvalificerade vinnare markeras med (U) |

- För 1993–1998 markerar (U) lag som placerat sig på andra plats i tabellen och sedan vunnit kvalspel till Division 1.
- För 1999–2004 markerar (U) lag som vunnit serien och sedan vunnit kvalspel till Superettan.

### Övergångsåret 2005
På grund av att en ny Division 1, numer under namnet Ettan, skapades mellan Superettan och Division 2 till säsongen 2006 så blev detta år en övergångssäsong. Vinnarna fick kvala till Superettan 2006 som tidigare. Förlorande lag i kvalet, samt lag placerade på plats 2–4 blev kvalificerade  till Division 1. De sex lagen på femte plats i respektive serie fick kvalspela i två grupper om fyra platser i Division 1.
Denna förändring av seriesystemet innebar bland annat att:
- Division 2 blev från och med säsongen 2006 fjärde högsta nivå i det svenska seriesystemet.
- Vinnarna behövde inte kvalspela inbördes om platser i ovanförliggande division. En återgång till systemet med att vinnarna blev direktkvalificerade, och tvåorna fick kvalspela, infördes igen.

Samtidigt gjordes den geografiska indelningen om lite grann, där gruppen Östra Götaland ersattes av Mellersta Götaland.

#### Lag kvalificerade för spel i Superettan och Division 1
| Säsong | Norrland                                                                            | Östra Svealand                                                                     | Västra Svealand                                                           | Mellersta Götaland                                                                     | Västra Götaland                                                                 | Södra Götaland                                                                                 |
| ------ | ----------------------------------------------------------------------------------- | ---------------------------------------------------------------------------------- | ------------------------------------------------------------------------- | -------------------------------------------------------------------------------------- | ------------------------------------------------------------------------------- | ---------------------------------------------------------------------------------------------- |
| 2005   | Umeå FC (U) Till Division 1: Östersunds FK Robertsfors IK Kiruna FF Anundsjö IF (Q) | Till Division 1: Enköpings SK IK Sirius BK Forward Valsta Syrianska IK Falu BS (Q) | Till Division 1: Syrianska FC Vasalund/Essinge IF IF Sylvia Visby IF Gute | Till Division 1: Jönköpings Södra IF Norrby IF Lindome GIF Husqvarna FF Myresjö IF (Q) | Qviding FIF (U) Till Division 1: FC Trollhättan Skärhamns IK Carlstad United BK | Bunkeflo IF (U) Till Division 1: Kristianstads FF IFK Hässleholm IFK Värnamo Ängelholms FF (Q) |

(U) = Lag kvalificerade för Superettan 2006.
(Q) = Lag som kvalificerats sig för Division 1 2006 genom att placera sig på femte plats och därefter placera sig minst tvåa i det påföljande kvalspelet.

### Sedan 2006
Sedan 2006 har Division 2 varit ganska konstant. Under de första åren så blev endast seriesegrarna direktkvalificerade till Division 1. De två lag som blev placerade sist blev direktnedflyttade till Division 3. Det tredje sist placerade laget fick kvalspela för fortsatt spel i Division 2.
Den geografiska indelningen förändrades återigen något, när Östra Svealand ersattes med Norra Svealand.
En större förändring var dock när serierna utökades till 14 lag 2014. Detta innebar även att 2013 blev ett övergångsår där endast ett lag blev direktnedflyttat, och ett lag fick kvalspela för fortsatt spel i Division 2.
Förändringar:
- 2008 ersattes Mellersta Götaland med Östra Götaland.[26]
- 2011 och 2013 ersattes Östra Götaland med Norra Götaland under endast ett år (i taget).[27] Det sistnämnda året ersattes även Västra Svealand med Södra Svealand.[25]
- Till säsongen 2014 utökades antal lag till 14 lag per serie.[28]
- Säsongen 2016 infördes ett kval till Division 1 för lag placerade på andra plats.[29]
- Division 1 utökas till 16 lag/serie 2018, vilket medför att fler lag kvalificerar sig 2017 och inget lag behöver kvalspela för fortsatt spel detta år.[30]
- Under säsongen 2021 utökades antal lag tillfälligt till 15 per serie, på grund av att kvalspelet 2020 inte kunde slutföras då det förhindrades av coronarestriktioner.[1]

| Säsong | Norrland         | Norra Svealand                   | Västra Svealand                   | Mellersta Götaland             | Västra Götaland                | Södra Götaland                      | Kommentar |
| ------ | ---------------- | -------------------------------- | --------------------------------- | ------------------------------ | ------------------------------ | ----------------------------------- | --- |
| 2006   | IFK Timrå        | Skiljebo SK                      | Gröndals IK                       | Skövde AIK                     | Torslanda IK                   | IFK Malmö                           | Vinnare till Division 1                                                                                       |
| 2007   | Ersboda SK       | IK Brage                         | Arameiska-Syrianska               | Motala AIF                     | Lindome GIF                    | Malmö Anadolu BI                    | Vinnare till Division 1                                                                                       |
| Säsong | Norrland         | Norra Svealand                   | Västra Svealand                   | Östra Götaland                 | Västra Götaland                | Södra Götaland                      | Förändrad indelning                                                                                           |
| 2008   | Skellefteå FF    | Syrianska IF Kerburan            | Karlslunds IF HFK                 | IK Sleipner                    | IK Oddevold                    | Kristianstads FF                    | Förändrad indelning                                                                                           |
| 2009   | Bodens BK        | Dalkurd FF                       | Hammarby TFF                      | Norrby IF                      | Ytterby IS                     | Lunds BK                            | Förändrad indelning                                                                                           |
| 2010   | IFK Luleå        | IK Frej                          | Akropolis IF                      | Motala AIF                     | IK Oddevold                    | Varbergs BoIS                       | Förändrad indelning                                                                                           |
| Säsong | Norrland         | Norra Svealand                   | Västra/Södra Svealand             | Norra/Östra Götaland           | Västra Götaland                | Södra Götaland                      | Skiftande indelningar                                                                                         |
| 2011   | Östersunds FK    | Enköpings SK                     | Eskilstuna City FK                | IK Gauthiod                    | Utsiktens BK                   | IFK Klagshamn                       | Skiftande indelningar                                                                                         |
| 2012   | Selånger FK      | Valsta Syrianska IK              | Nyköpings BIS                     | Husqvarna FF                   | Torslanda IK                   | IS Halmia                           | Skiftande indelningar                                                                                         |
| 2013   | Skellefteå FF    | Huddinge IF                      | Motala AIF                        | IFK Uddevalla                  | Norrby IF                      | Oskarshamns AIK                     | Skiftande indelningar                                                                                         |
| Säsong | Norrland         | Norra Svealand                   | Södra Svealand                    | Norra Götaland                 | Västra Götaland                | Östra/Södra Götaland                | Utökning till 14 lag/serie.                                                                                   |
| 2014   | Piteå IF         | Akropolis IF                     | Södertälje FK                     | Carlstad United BK             | Eskilsminne IF                 | FC Höllviken                        | Utökning till 14 lag/serie.                                                                                   |
| 2015   | Team TG FF       | Enskede IK                       | IK Sleipner                       | FC Trollhättan                 | Tvååkers IF                    | KSF Prespa Birlik                   | Utökning till 14 lag/serie.                                                                                   |
| 2016   | Sandvikens IF    | Sollentuna FF                    | Arameisk-Syrianska IF             | Skövde AIK                     | Assyriska BK                   | FK Karlskrona FC Rosengård 1917 (U) | Kval till Division 1 för tvåor införs.                                                                        |
| 2017   | Skellefteå FF    | BK Forward Karlslunds IF HFK (U) | FC Linköping City Rynninge IK (U) | Grebbestads IF                 | Tvååkers IF Eskilsminne IF (U) | Torns IF Lunds BK (U)               | Kval till Division 1 för tvåor införs.                                                                        |
| 2018   | Bodens BK        | Vasalunds IF                     | IF Sylvia                         | Karlstad BK FC Trollhättan (U) | Lindome GIF                    | Assyriska Turabdin IK               | Kval till Division 1 för tvåor införs.                                                                        |
| 2019   | IFK Luleå        | Täby FK                          | IFK Haninge Motala AIF†           | Örebro Syrianska IF            | Qviding FIF                    | FK Karlskrona                       | Kval till Division 1 för tvåor införs.                                                                        |
| 2020   | Piteå IF         | Hudiksvalls Förenade FF          | Assyriska FF Åtvidabergs FF (U)   | Vänersborgs IF                 | IFK Malmö                      | Österlen FF                         | Kval till Division 1 för tvåor införs.                                                                        |
| 2021   | Team TG FF       | Stockholm Internazionale         | Motala AIF                        | IK Oddevold BK Forward (U)     | Ängelholms FF                  | BK Olympic                          | 15 lag/serie                                                                                                  |
| 2022   | Bodens BK        | IFK Stocksund                    | United IK Nordic                  | Ahlafors IF                    | Eskilsminne IF                 | Ariana FC                           | 14 lag/serie (13 lag i Norra Svealand på grund av att Akropolis IF uteslöts ur serien efter en spelad match.) |
| 2023   | Friska Viljor FC | Karlbergs BK                     | Assyriska FF                      | Torslanda IK                   | Onsala BK                      | FC Rosengård 1917                   | 14 lag/serie                                                                                                  |
| 2024   | Team TG FF       | FC Arlanda Enköping SK(U)        | IFK Haninge                       | IFK Skövde                     | Husqvarna FF                   | Hässleholms IF                      | 14 lag/serie                                                                                                  |

(U) = lag som placerat sig på andra plats i tabellen och sedan vunnit kvalspel till Ettan.
† = Motala AIF gick upp efter säsongen 2019, trots förlorat kval, för att fylla luckan efter samgåendet mellan Karlstad BK och Carlstad United BK